# Uferchaussee
Die Uferchaussee (ukrainisch Набережне шосе) ist eine Straße in der Stadt Kiew. Sie verläuft unmittelbar am rechten Ufer des Dnepr vom Postplatz zum Boulevard der Völkerfreundschaft und der Paton-Brücke. Die Bebauung entlang der Straße stammt größtenteils aus dem 19. und dem beginnenden 20. Jahrhundert. An der Straße liegen die Parkbrücke, die Metro-Brücke und die Dnepr-Abfahrt sowie der Navodnitsky Park.

## Geschichte
Es wird davon ausgegangen, dass ein von Podil ausgehender Weg entlang des Dnepr schon im 10. bis 12. Jahrhundert existierte, stellt er doch die kürzeste Verbindung von Kiew zur Dneprquerung bei Nawodnytschi-Wydubytschi dar.
Ihre jetzige Bezeichnung erhielt die Straße 1850, als sie als Verbindung zwischen Podil und der Nikolaus-Kettenbrücke neu angelegt wurde. Ab 1912 führte auf der Uferchaussee die Strecke der neu erbauten Kiewer Benzinstraßenbahn  zwischen dem Postplatz und der Kettenbrücke entlang. Mit Zerstörung der Dneprbrücken bei Rückzug der Roten Armee im September 1941 wurde die Straßenbahn eingestellt, der Betrieb wurde auch nach Kriegsende nicht wieder aufgenommen. Erst 1951 wurde die Straße wieder von der Straßenbahn genutzt, diesmal jedoch auf der ganzen Länge, da der Dnjepr jetzt von der Straßenbahn auf der Paton-Brücke gequert wurde. Endgültig wurde der Straßenbahnverkehr im Februar 2011 aufgrund des Baus einer Autobahnüberführung in der Nähe der U-Bahn-Station Dnepr eingestellt. 
Die Uferchaussee wurde in den 1930er, 1950er und in den 1980er Jahren rekonstruiert.
Entlang der Straße befinden sich folgende historisch bedeutsame Bauwerke:
- Nr. 2, altes (1890) und neues (1902-03/1907-08) Kraftwerk der Straßenbahn Kiew;
- Nr. 8, Denkmal für das Magdeburger Recht;
- Nr. 12 Pumpstation der Südwestlichen Eisenbahnen (Ende 19. Jahrhundert):
- Stützmauer der neuen Petschersker Festung (1856)

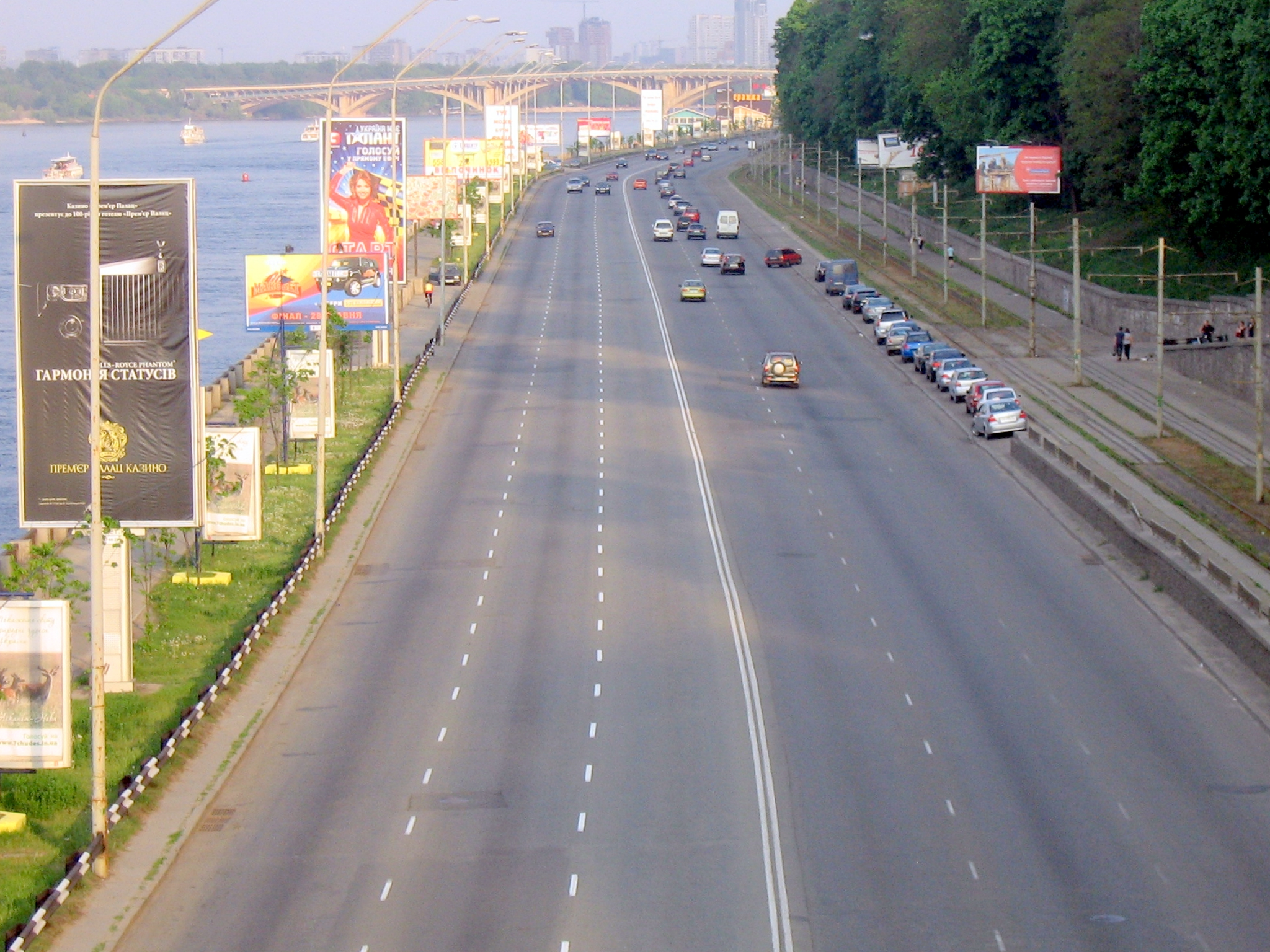
Uferchaussee mit Blick zur Parkbrücke, noch mit den Gleisen der Straßenbahn
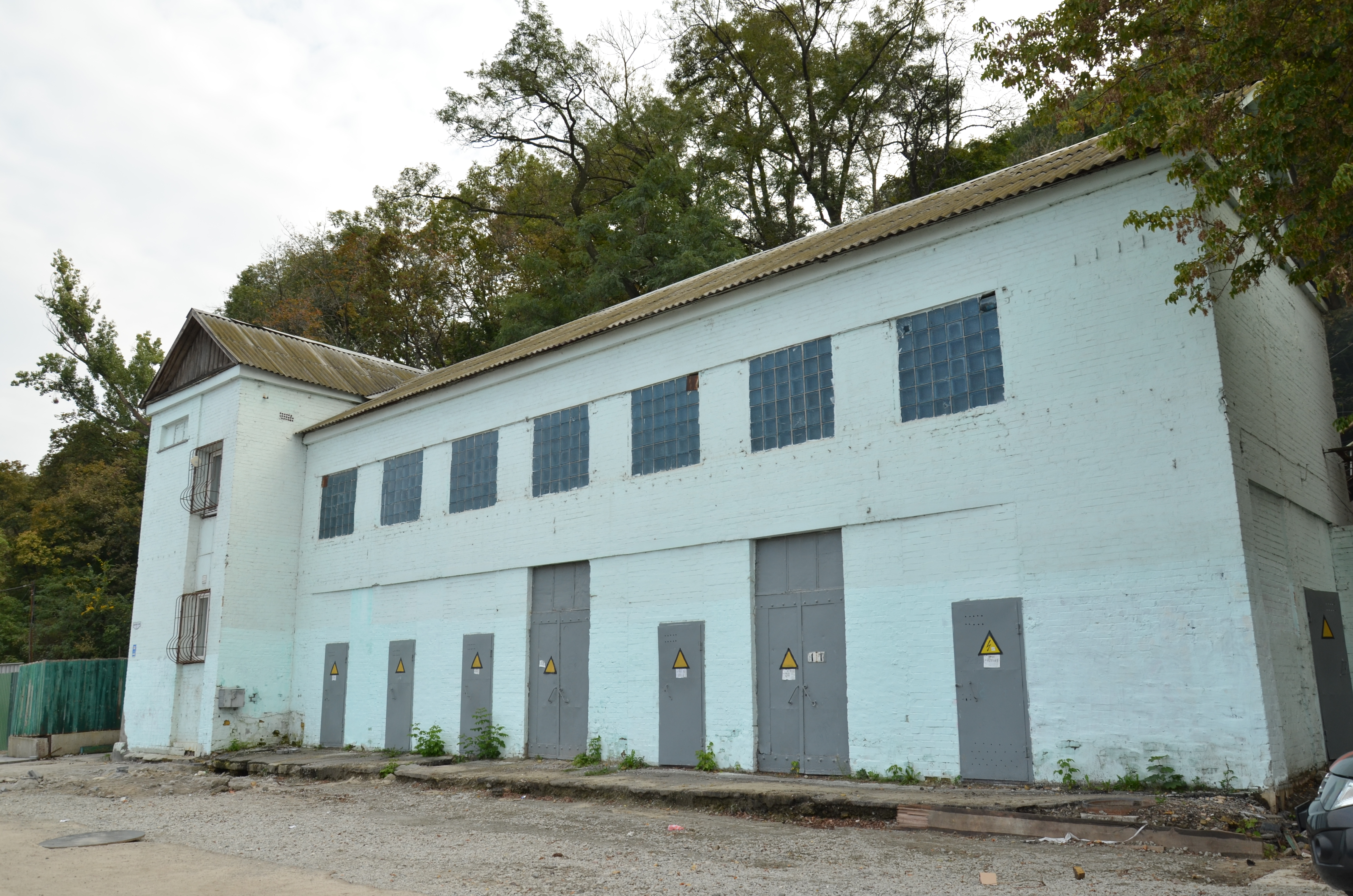
Altes Kraftwerk der Straßenbahn Kiew
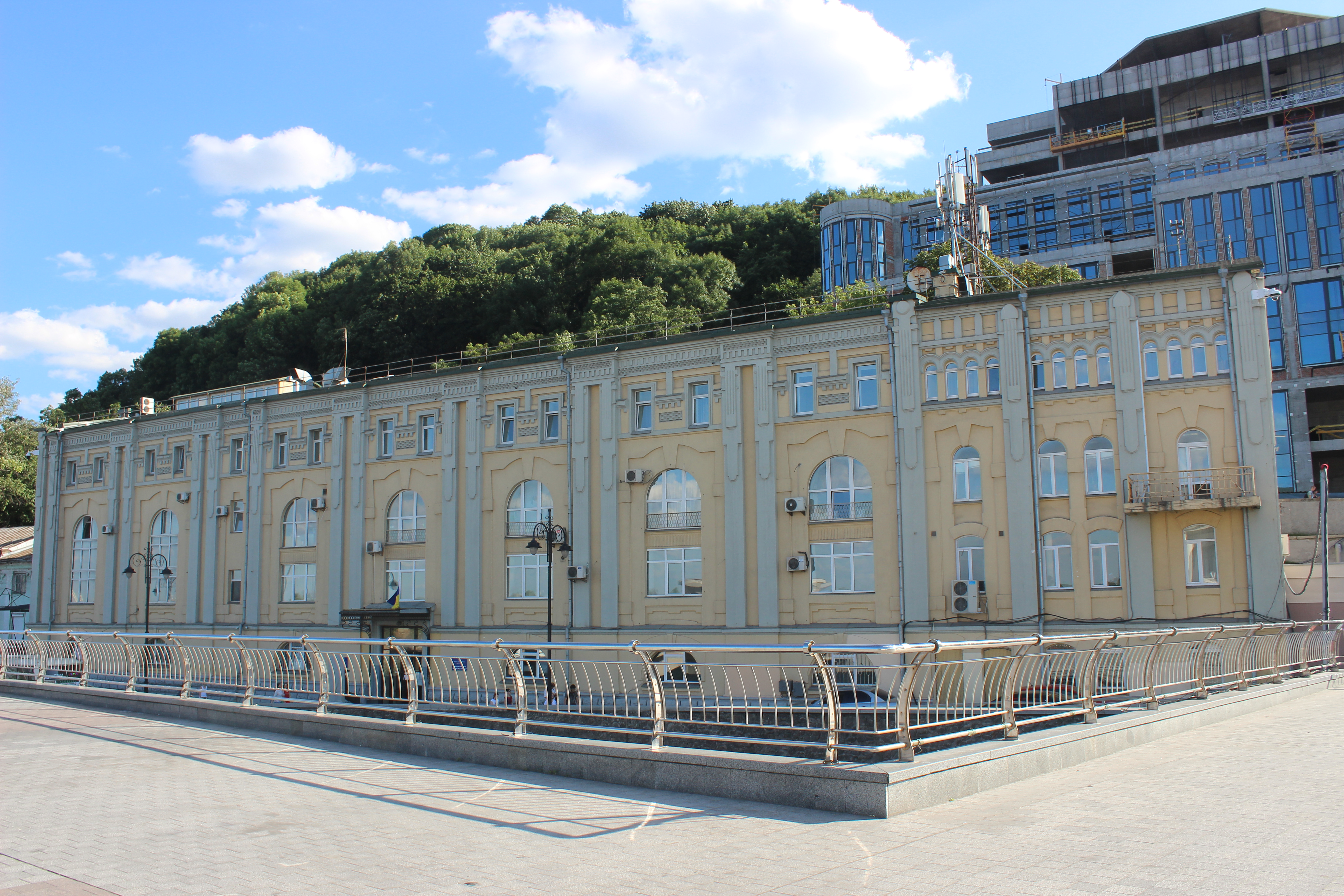
neues Kraftwerk der Straßenbahn Kiew
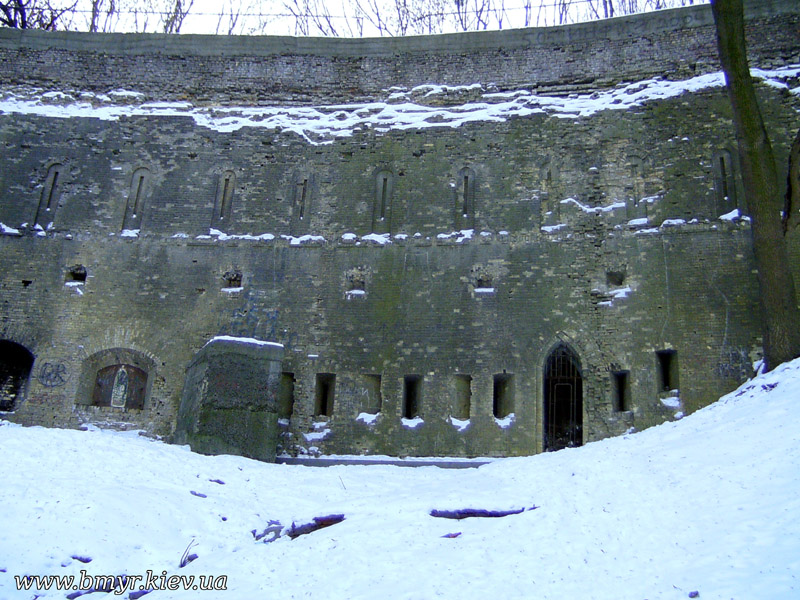
Mauer der neuen Pechersker Festung
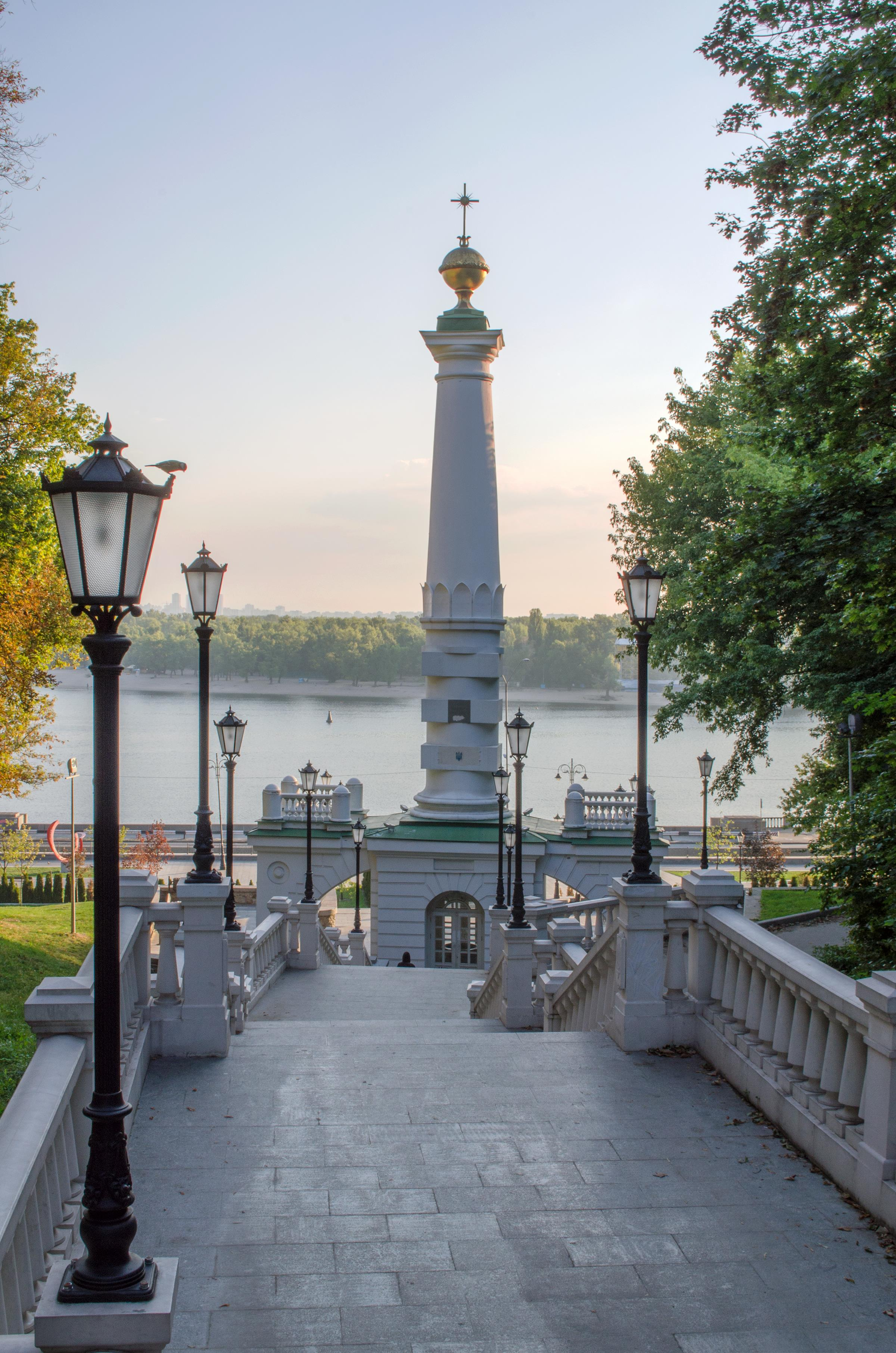
Denkmal für das Magdeburger Recht
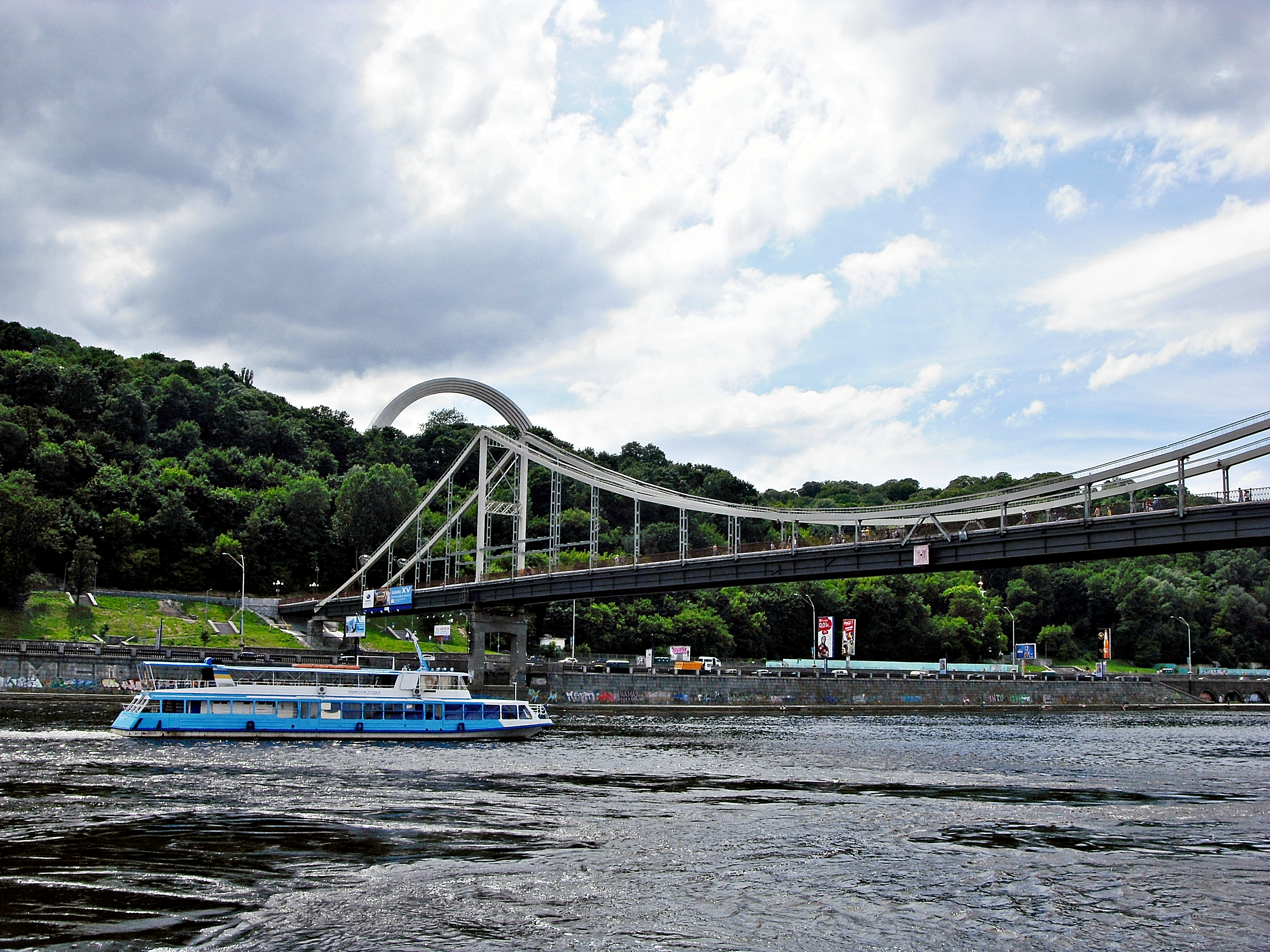
Parkbrücke